# Anschlag in Kopenhagen am 3. Juli 2022
Koordinaten: 55° 37′ 49″ N, 12° 34′ 40″ O

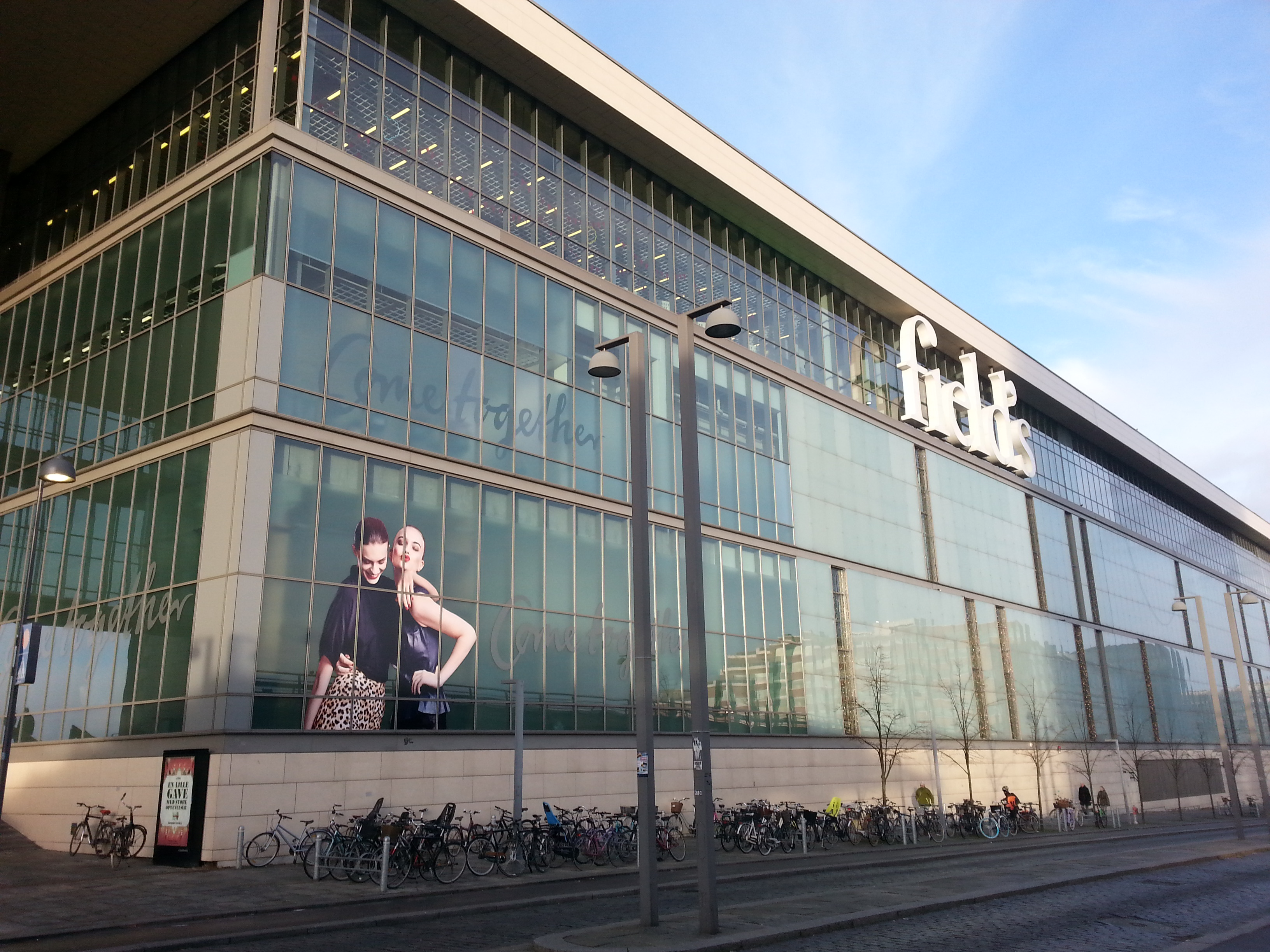
Tatort: das Shoppingcenter Field's

Der Anschlag in Kopenhagen am 3. Juli 2022 ereignete sich nachmittags, als ein 22-jähriger Mann im zweitgrößten dänischen Shoppingcenter Field’s in Ørestad auf der Insel Amager der dänischen Hauptstadt Kopenhagen mit einem Gewehr um sich schoss. Er tötete dabei drei Menschen und verletzte vier weitere schwer.

## Verlauf
Gegen 17:30 Uhr Ortszeit betrat der Täter das Einkaufszentrum mit einem Gewehr und begann, um sich zu schießen. Hunderte Menschen flüchteten aus dem Gebäude, andere versteckten sich in Geschäften.

## Opfer
Bei dem Amoklauf starben ein 46-jähriger in Dänemark lebender Russe und zwei dänische Jugendliche, ein Mädchen und ein Junge, im Alter von 17 Jahren. Vier Menschen, eine 19-jährige und 40-jährige Dänin sowie eine 16-jährige Schwedin und ein 50-jähriger Schwede, wurden verletzt, von denen sich am Folgetag noch eine Person in einem kritischen Zustand befand.
 Drei Personen wurden durch Streifschüsse verletzt und 20 Personen verletzten sich auf der Flucht vor dem Täter.

## Täter
Ein 22-jähriger Däne wurde als Tatverdächtiger festgenommen. Er trug außer dem Gewehr ein Messer bei sich. Am Tag nach der Tat wies ein Gericht den Festgenommenen für 24 Tage Untersuchungshaft in eine geschlossene Abteilung einer Psychiatrischen Klinik ein. Bereits vor der Tat war der Täter in psychiatrischer Behandlung gewesen. Er hatte am 1. Juli 2022 Videos veröffentlicht, in denen er mit Waffen posierte und Selbstmord-Gesten nachahmte; des Weiteren sprach er von Psychopharmaka, „die nicht wirken“. Die Polizei schätzte die Videos als authentisch ein.

## Reaktionen und Folgen
Das dänische Königshaus sagte einen Empfang auf der Königsjacht Dannebrog ab. Dieser hatte als festlicher Abschluss zum Auftakt der Tour de France 2022 in Dänemark abgehalten werden sollen.
In einem wenige hundert Meter vom Tatort entfernten Veranstaltungsort wurde ein abendliches Konzert des Musikers Harry Styles aufgrund des Vorfalls abgesagt.

### Gedenkfeier
Am 5. Juli 2022 wurde in einer Gedenkzeremonie der Opfer des Anschlags gedacht. Die Kopenhagener Oberbürgermeisterin Sophie Hæstorp Andersen hatte diese zusammen mit der Ministerpräsidentin Mette Frederiksen sowie mit dem Kronprinzen Frederik von Dänemark und Prinz Christian zu Dänemark angeführt. Mette Frederiksen sagte, „ganz Dänemark stünde in diesen schweren Stunden zusammen, sei in Gedanken bei den Opfern, den Angehörigen und all jenen, die die Tragödie unmittelbar erlebt haben“. Auch die Tour de France legte eine Gedenkminute ein.

### Konsequenzen
In Dänemark begann nach der Tat eine breite Diskussion über den Umgang mit psychisch kranken Menschen. Nach Recherchen des Senders DR hatte der Täter vor der Tat versucht, eine Nothilfe-Hotline anzurufen. Die Dänische Psychiatrische Gesellschaft verwies darauf, dass es mehr Personal in der Psychiatrie bräuchte, um die Patienten angemessen behandeln zu können.